# Chartres (ferry)
Pour les articles homonymes, voir Chartres (homonymie).
Le Chartres est un ancien train-ferry et car-ferry français construit en 1974 pour assurer le trafic transmanche entre la France et l'Angleterre.

## Histoire
Il est construit en 1974 par les chantiers Dubigeon pour le compte de Sealink, société commune de la SNCF et de British Railways. À partir de 1982, il opère principalement sur les traversées entre Dieppe et Newhaven. Le 25 janvier 1990, après une traversée mouvementée, il est drossé contre la jetée de l'avant-port de Dieppe par très mauvais temps, échappant de peu au naufrage,. Après réparations, il fait principalement de l'affrètement dont celui notable de transport de troupes françaises pendant la guerre du golfe (opération Daguet), entre décembre 1990 et juin 1991.
En 1993, il est racheté par une compagnie grecque et renommé Express Santorini pour desservir des îles de la mer Égée. Il est affrété pendant deux étés, en 2007 et 2010, pour assurer le trafic entre les différentes îles des Açores. En 2016, l'armement dubaïote Salem Al Makrani le rachète et il est renommé Al Salmy 4. Il est de nouveau plus tard racheté par la compagnie grecque Seajets et ensuite passe sous pavillon comorien et renommé Myth. Il arrive pour démolition aux chantiers indiens d'Alang en mars 2022.